# Number Eight

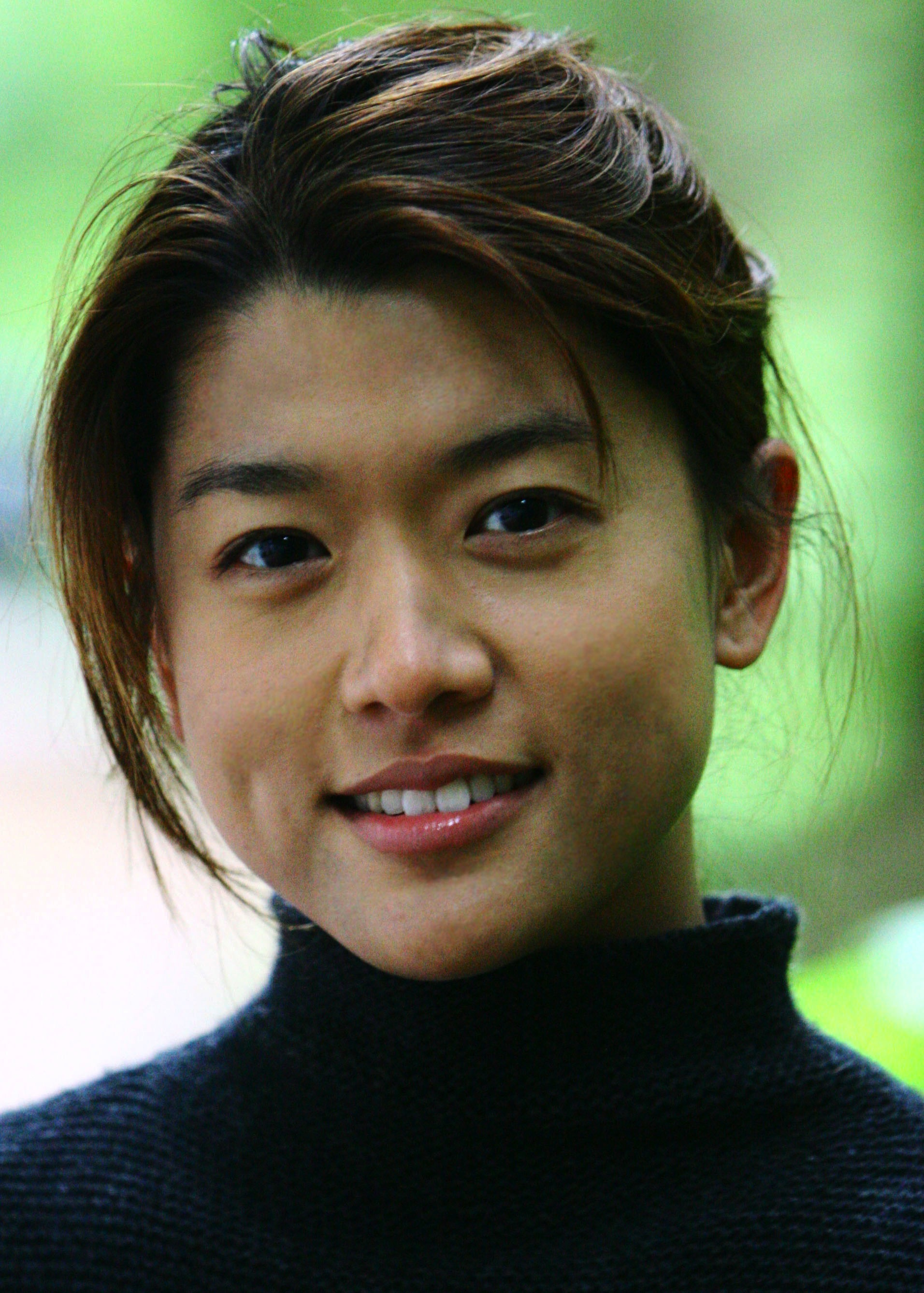
Number eight, gespeeld door Grace Park

Number Eight (Nummer acht) is een reeks fictieve personages uit de herwerkte televisieserie Battlestar Galactica. Number eight is een van de twaalf humanoïde cylons en een van de zeven cylons die verantwoordelijk zijn voor de aanval op, en destructie van de twaalf kolonies van Kobol. De belangrijkste number eight-personages in de serie zijn Sharon "Boomer" Valerii en Sharon "Athena" Agathon. De rollen werden gespeeld door actrice Grace Park.

## Number eight modellen
De number eight modellen lijken van alle zeven humanoïde cylons het meest empathisch vermogen te hebben. Ze hebben het laatste volgnummer en het jongste uiterlijk, wat doet vermoeden dat ze het meest geperfectioneerd zijn naar het evenbeeld van de mens.

### Sharon "Boomer" Valerii
Boomer is een piloot van een Raptor, een verkenningstuig aan boord van de Galactica. Ze is een cylon die zich niet bewust was van haar identiteit en ze was geprogrammeerd met valse herinneringen zodat ze geloofde dat ze een mens was. Ze was de enige cylon van de zeven types die verantwoordelijk waren voor de destructie van de twaalf kolonies in die situatie. Af en toe werd ze geactiveerd om sabotage te plegen waarna ze zich later haar daden niet meer kon herinneren. Ze saboteerde de watervoorziening maar was daarna, toen ze weer gedeactiveerd was verantwoordelijk voor het vinden van een planeet met voldoende water.
Boomer had een relatie met Galen Tyrol, een van de final five cylons die ook geen weet had van zijn identiteit. Tyrol verbrak de relatie toen een Number Five een zelfmoordaanslag pleegde op de Galactica en bleek dat zij een deur opgelaten hadden waardoor de Number Five de aanslag kon plegen.
Tijdens een missie om een cylon basestar te saboteren kwam Boomer oog in oog te staan met de realiteit. Toen ze springstof plaatste om het schip op te blazen kreeg ze gezelschap van een tiental andere number-eight modellen die haar vertelde dat alles goed zou komen. Geschrokken ging ze terug naar de Galactica. Haar kopieën op het schip lieten begaan en het cylonschip werd tot ontploffing gebracht. Aangekomen op de Galactica kreeg ze felicitaties voor de geslaagde missie. Ze hield voor zich wat ze gezien had en de kennis dat ze een cylon was. Even later werd ze geactiveerd en schoot ze Admiraal William Adama van dichtbij neer. Ze werd gearresteerd en even later werd ze doodgeschoten door Cally Henderson (later Cally Tyrol).
In de film Battlestar Galactica: The Plan is te zien dat Boomer de opdrachten krijgt tot sabotage en de aanslag op Adama van Brother Cavil die door het geven en wegnemen van een amulet haar cylon bewustzijn in- en uitschakeld.
Boomer werd na haar dood terug geactiveerd op een "cylon resurrection schip" en haar bewustzijn werd gedownload in een nieuw lichaam. Oorspronkelijk heeft ze het erg moeilijk met haar cylon identiteit. Samen met Caprica Six probeert ze een positiever beeld op te hangen over de mensen van Kobol, maar na een tijd raakt ze teleurgesteld en verliest het geloof dat mensen en cylons vreedzaam samen zouden kunnen leven.
Tijdens de cylon burgeroorlog kiest ze als enige number eight de kant van de number one, number four en number five modellen, die de mensheid verder willen uitroeien. Ze kidnapt Hera, het hybride kind van Athena en Helo, maar wanneer de ouders het kind komen redden, geeft ze het kind zonder tegenstand terug waarna Athena Boomer neerschiet en ze voorgoed sterft nadat het resurrection schip vernietigd werd en de cylons niet meer gedownload konden worden.

### Sharon "Athena" Agathon
In tegenstelling tot Boomer, is Athena (ze zal deze naam pas later aannemen) zich wel bewust dat ze een cylon is. Ze duikt voor de eerste keer op op de planeet Caprica nadat de atoomaanval had plaatsgevonden. Na de aanval had Luitenant Karl "Helo" Agathon vrijwillig zijn plaats afgestaan aan Gaius Baltar bij de evacuatie van de planeet. Met medeweten van de andere cylons zocht Athena Helo op en deed zich voor als Boomer. Ze reisden samen door de vernielde steden op Caprica en groeien naar elkaar toe. Voor de cylons was het een experiment om te kijken of een cylon zwanger kon worden van een mens. De opzet slaagde want Athena werd zwanger van Helo.
Helo ontdekt Athena's ware identiteit wanneer hij een andere number eight tegenkomt. Deze wil Helo neerschieten maar Athena schiet haar kloon neer en redt zo Helo's leven. Helo schiet op zijn beurt Athena neer. Ze is gewond en vertelt dat ze zwanger is. Hij besluit haar niet te doden en vanaf dat moment kiest Athena resoluut voor Helo en gaat ze samen met hem op de vlucht voor de andere cylons. Nadat ze van de planeet ontsnappen en aankomen op Galactica wordt Athena meteen gearresteerd en in een cel opgesloten. Ze bevalt van de baby maar zij en Helo krijgen te horen dat het kind na de geboorte stierf. In werkelijkheid had president Laura Roslin beslist om het kind ter adoptie door te geven aan een kinderloos echtpaar.
Athena wint het vertrouwen van Adama nadat ze een aantal keer haar loyaliteit had bewezen en uiteindelijk nam ze de oude plaats van Boomer in als Raptor-piloot. Toen ze te weten kwam dat haar kind nog in leven was, bleek dat na de bevrijding op Nieuw-Caprica het kind was meegenomen door Baltar en Caprica Six naar een cylon schip, waar het verzorgd werd door Boomer. Om haar kind terug te krijgen vroeg ze aan Helo om haar neer te schieten. Zo werd ze herboren op het resurrection schip. Daar trof ze haar kind en met de hulp van Caprica Six konden de twee met het kind ontsnappen. Aangekomen op de Galactica werd Caprica Six opgesloten in de cel; Helo en Athena begonnen een normaal familieleven met hun dochter.
Athena moet haar kind een tweede keer redden nadat Boomer het had ontvoerd. Ze redt samen met Helo het kind en schiet Boomer neer. Athena, Helo en hun dochter bereiken uiteindelijk de aarde, 150.000 jaar voor onze tijdrekening. Haar half cylon, half menselijke dochter Hera wordt de mitochondriale Eva, waar alle mensen van afstammen.

### Andere modellen
- Tijdens de pilotaflevering is er een number eight te zien op het einde van de aflevering waarbij de kijker te weten komt dat Boomer een cylon is.
- Kort na de aanval op de twaalf kolonies waarbij Caprica Six om het leven komt is er een number eight aanwezig wanneer Caprica Six gedownload wordt in een nieuw lichaam op een resurrection schip.
- Op Caprica probeert een number eight Helo neer te schieten, maar wordt voor ze haar plan kan uitvoeren neergeschoten door Athena.
- Een tiental kopieën zijn te zien op een cylon basestar wanneer Boomer het schip saboteert met een nucleaire lading.
- Een veelvoud van number eight modellen is aanwezig op Nieuw-Caprica wanneer deze planeet bezet wordt door de cylons.
- Een number eight is aanwezig op een cylon schip waar alle cylons stervende zijn door een virus en geen contact hebben het het resurrection schip.
- Twee number eight modellen zijn te zien in de webisodes Battlestar Galactica: The Face of the Enemy
- Een stervende number eight vraagt om Saul Tigh te zien voordat ze sterft omdat ze hem beschouwd als haar vader.